# Hajjah (huyện)
Huyện Hajjah là một huyện thuộc tỉnh Hajjah, Yemen. Đến thời điểm năm 2003, huyện này có dân số 29533 người